# Jack Price (futbolista nacido en 1918)
Jack Price (29 de agosto de 1918 - 18 de abril de 2013) fue un jugador de fútbol profesional inglés que jugaba en la demarcación de delantero.

## Biografía
Jack Price debutó con el Portsmouth FC a la edad de 18 años en 1936. Jugando durante una temporada en el club fue traspasado al Wolverhampton Wanderers FC durante otra temporada. Ya en 1938 fichó por el Hartlepool United FC, donde permaneció diez temporadas, jugando un total de 90 partidos y marcando 12 goles. Tras salir del club fichó por el York City FC, permaneciendo una temporada y retirándose al final de la misma en 1949.
Además Jack Price aún mantiene el récord del gol más rápido para el Hartlepool United FC, marcando en un partido a los 12 segundos con un resultado final de 6-1 contra el Rochdale AFC, en la primera jornada de la temporada 1948/49.
Falleció el 18 de abril de 2013 a los 94 años de edad.

## Clubes
| Club                       | País       | Año         | Partidos | Goles |
| -------------------------- | ---------- | ----------- | -------- | ----- |
| Portsmouth FC              | Inglaterra | 1936 - 1937 | 0        | 0     |
| Wolverhampton Wanderers FC | Inglaterra | 1937 - 1938 | 0        | 0     |
| Hartlepool United FC       | Inglaterra | 1938 - 1948 | 90       | 12    |
| York City FC               | Inglaterra | 1948 - 1949 | 2        | 2     |